# H.263
H.263 (えいちにーろくさん)は、ITU-Tにおいて規格化された動画圧縮方式の一つである。1996年3月に承認された。MPEG-4と同様超低ビットレート向けに開発されたものであり、テレビ電話に利用されている。基本的な技術はMPEG-4ビジュアルと同一である。一般的にCIFやQCIFの解像度が使用される。Adobe Flashでは、H.263のサブセットである、Sorenson H.263が再生可能である。

## 技術の詳細
先に規格化されたH.261やMPEG-1、MPEG-2と同様、フレーム間予測と離散コサイン変換を用いた「ハイブリッド型」と呼ばれる圧縮方式である。H.261にあったループフィルタは外され、代わりにMPEG-1で導入された半画素（動画像符号化ではハーフペルと言う）単位での動き補償が導入された。H.263でも、従来の符号化技術と同じくエントロピー符号化としてハフマン符号を用いるが、新しくランとレベル、ラスト（ここで言うランレングスにおけるランとレベルである。ラストとは最後の係数であるかを示す）を同時に符号化する3次元可変長符号化（3次元VLC）という技術を導入し、圧縮率を大きく向上させている。この技術を含めH.263で開発された技術はあとでMPEG-4にも採用された。また、H.263にはBaselineと呼ばれる基本部分に対し、Annexと呼ばれる拡張規格が多くある。これらのオプションをどこまで使用するのかという制限は、互換性を保つ上で非常に重要である。